# 江倩墓
江倩墓，位于中国广东省惠州市小金口镇白沙堆村，为惠州市的一个市、县级文物保护单位，类型为古墓葬，公布时间为1996年。
江倩墓的历史年代为元代。